# Bourreria badia
Bourreria badia är en strävbladig växtart som beskrevs av Otto Eugen Schulz. Bourreria badia ingår i släktet Bourreria och familjen strävbladiga växter. Inga underarter finns listade i Catalogue of Life.